# Piquepoul Bouschet
Piquepoul Bouschet ist eine Rotweinsorte. Es handelt sich dabei um eine Neuzüchtung von Henri Bouschet aus dem Jahr 1858 aus Piquepoul Gris und Petit Bouschet. Petit Bouschet wiederum wurde aus den Rebsorten Teinturier du Cher und Aramon gekreuzt und ist eine Entwicklung von Louis Bouschet, dem Vater von Henri.
Die Qualität der Traube ist mäßig, doch liefert sie eine schöne rote Farbe, wenn sie als Verschnitt eingesetzt wird. Heutzutage spielt diese Sorte kaum noch eine gewerbliche Rolle.
Abstammung: Piquepoul Gris × Petit Bouschet

## Ampelographische Sortenmerkmale
In der Ampelographie wird der Habitus folgendermaßen beschrieben:
- Die Triebspitze ist halboffen. Sie ist weißwollig behaart. Die Jungblätter sind leicht flammig behaart mit bronzefarbenem Anflug.
- Die mittelgroßen Blätter sind fünflappig und tief gebuchtet. Die Stielbucht ist V-förmig offen.
- Die konus- bis walzenförmige Traube ist mittelgroß und dichtbeerig. Die länglichen Beeren sind ebenfalls mittelgroß und von violett-schwarzer Farbe.

Piquepoul Bouschet reift ca. 20 Tage nach der Rebsorte Gutedel und zählt damit im Süden Frankreichs zu den frühreifenden Sorten.